# Sắt(II) perchlorat
Sắt(II) perchlorat, hay ferơ perchlorat là một hợp chất vô cơ có công thức hóa học Fe(ClO4)2. Hexahydrat của hợp chất này có màu xám lục, dễ dàng hòa tan trong nước với độ hòa tan 98 g/100 mL nước (0 ℃) tạo ra dung dịch màu lục.

## Điều chế
Sắt(II) perchlorat được điều chế bằng cách cho sắt tác dụng với acid perchloric hoặc phản ứng của sắt(II) sunfat với bari perchlorat trong dung dịch.

## Phản ứng
Sắt(II) perchlorat dễ bị phân hủy và dễ bị oxy hóa thành sắt(III) perchlorat.

## Hợp chất khác
Fe(ClO4)2 còn tạo một số hợp chất với NH3, như Fe(ClO4)2·6NH3 là tinh thể màu lục nhạt.